# Gordon Wallace
Gordon Wallace (né le 13 juin 1944 à Lanark, Écosse) est un joueur de football. 

## Biographie
Recruté par Liverpool, il devient professionnel en juillet 1961 à seulement 17 ans. Il fait ses débuts dans l'équipe première du club en octobre 1962 et joue six autres matchs jusqu'à la fin de la saison. Le club vient alors tout juste de remonter de deuxième division. La saison suivante, la deuxième après le retour de l'élite, le Liverpool Football Club devient champion. Gordon Wallace ne dispute qu'une rencontre lors de cette saison contre Burnley en fin de saison en remplaçant Roger Hunt, blessé. 
Gordon Wallace est mis en lumière une semaine lors de la saison 1964-1965 en marquant 5 buts. Il réalise un doublé contre Arsenal lors du match d'ouverture de la saison, le premier télévisé par la BBC dans le Match of the Day. Wallace est dans l'effectif lors des huit premières rencontres de la saison, et doit attendre cinq mois pour retrouver le chemin des terrains de l'équipe première.
Après une succession de blessures et deux ans en équipe réserve, Wallace quitte son club formateur. Au total, il inscrit 6 buts pour le Liverpool Football Club en 22 rencontres. Gordon Wallace est ensuite recruté par Crewe. Il dispute 94 rencontres de championnats en 5 saisons avec le club, marquant 20 buts.